# الهذيل بن عمران التغلبي
الهذيل بن عمران التغلبي (30 ق هـ - 36 هـ) سيد ورئيس قبيلة تغلب في الجاهلية والإسلام، ويُقَال له الهذيل الأصغر تمييزاً له عن الهذيل بن هبيرة التغلبي الذي يعرف بالهذيل الأكبر، كان على النصرانية ثم تركها وأتبع سجاح بنت الحارث وشارك معها في حروبها ضد بني تميم في حروب الردة وأُسر في أحد تلك المعارك على يد قوات أوس بن خزيمة التميمي وشهد معها وقائعها في اليمامة وغيرها، ثم شارك ضد المسلمين في معركة المصيخ وأستطاع النجأة والفرار، ثم شارك ضدهم أيضاً في معركة الزميل، ومعركة الفراض، وبقي حتى مقتل الخليفة عثمان بن عفان حيث جمع جمعاً من قومه وأغار بهم على سفار وهو من بلاد تميم فحصل بين الطرفين قتال شديد عنده وظفر به بنو تميم وقتلوه.